# Catalina Bustamante
Catalina Bustamante, död 1545, var en spansk pedagog. 
Hon emigrerade till Spanska Amerika med sin make 1514. Sedan hon blev änka anställdes hon av kyrkan för att undervisa infödda flickor, som hon bland annat undervisade om spanska seder och deras rättigheter enligt spansk lag. Hon brevväxlade med kejsaren och kejsarinnan om frågan.